# Vilém Knobloch
Vilém Knobloch (24. června 1899 – 1. února 1953 Věznice Pankrác) byl český podnikatel, který byl komunistickým režimem v politickém procesu odsouzen k trestu smrti a ve vazbě v důsledku těžké nemoci zemřel.

## Životopis

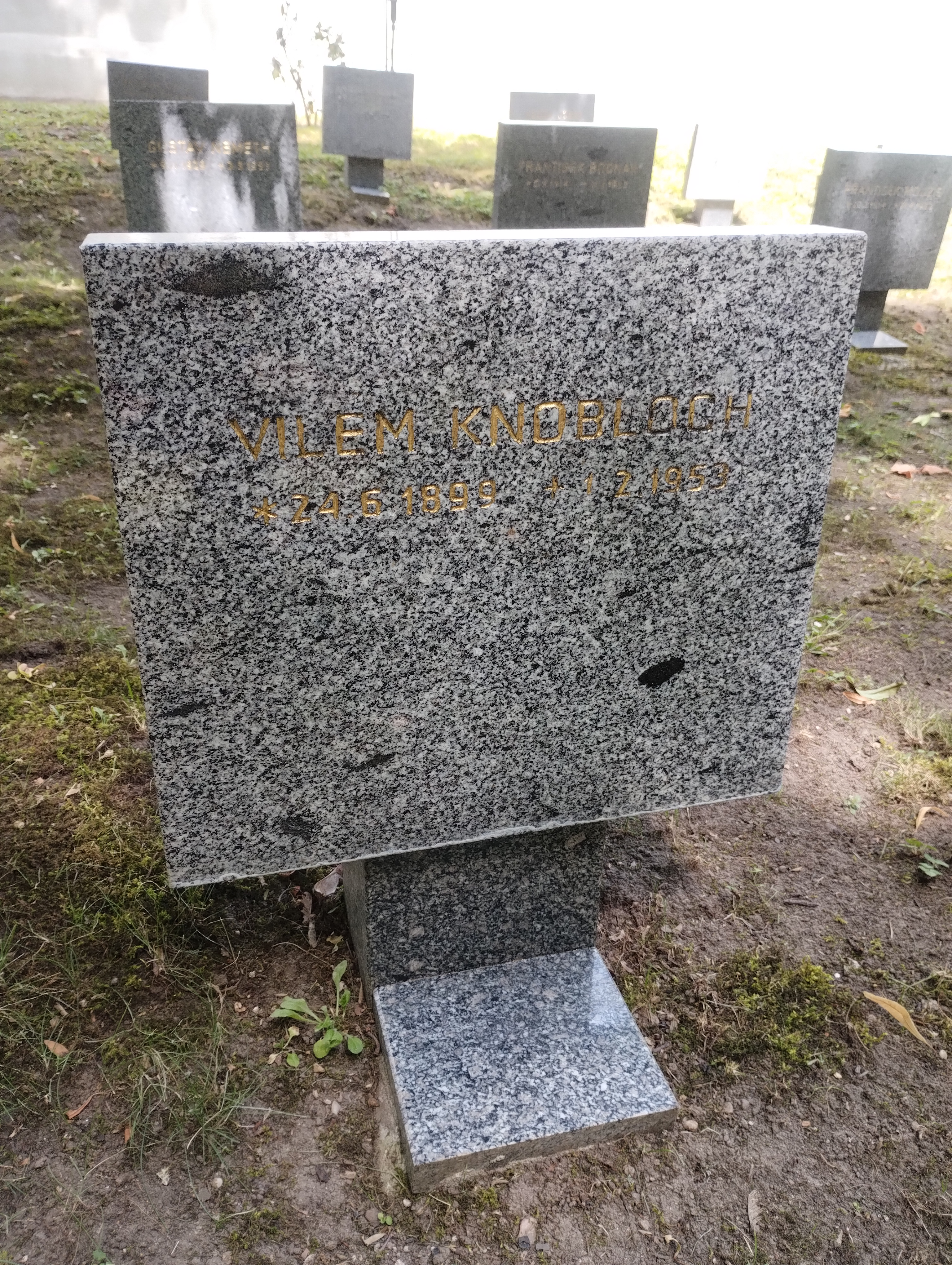
Symbolický náhrobek V. Knoblocha na Čestném pohřebišti v Ďáblicích

Narodil se v roce 1899. V mládí odešel do Francie, přičemž po svém návratu do Československa podnikal, když provozoval vlastní drogerii. Jeho obchod byl po komunistickém převratu znárodněn, přičemž Knobloch tou dobou trpěl rakovinou sleziny. Zastával navíc protikomunistické názory. Vzhledem k tomu, že se bál o finanční zabezpečení své rodiny, se poté zapojil do distribuce falešných potravinových lístků. Krátkodobě se mu tato činnost vyplácela; díky výdělkům z jejich prodejů si vydělal asi 1,5 milionu Kčs. Byl ženatý.
V březnu 1952 byl zatčen poté, co byly v únoru 1952 padělané lístky odhaleny. Po svém zatčení nabízel, že veškerý svůj majetek prodá a odčiní tak jím napáchanou škodu. V dubnu 1952 byl v politickém procesu za trestný čin ohrožení zásobování odsouzen k trestu smrti. Stejný trest dostali v procesu další tři odsouzení, dalším sedmi byly uděleny dlouholeté tresty odnětí svobody. V červnu 1952 rozsudek potvrdil i odvolací soud. Knoblochova žena poté žádala o milost prezidenta Klementa Gottwalda a jeho ženu Martu Gottwaldovou. V únoru 1953, krátce před vykonáním popravy, ve vězení Knobloch podlehl leukémii. O dva týdny později však Gottwald udělil třem zbylým odsouzeným k trestu smrti milost a změnil jejich trest na trest doživotní. Knobloch byl rehabilitován po sametové revoluci v roce 1991.